# Robert Devouges
 (août 2022).
Robert Devouges (Paris 15e, 19 septembre 1927 – Avignon, 2 février 2006) est un officier général français.

## Biographie
Engagé volontaire, le 5 décembre 1946 au 1er régiment de hussards parachutistes, il est rapidement remarqué pour ses qualités exceptionnelles de chef. Orienté vers l'École spéciale militaire interarmes, il est nommé aspirant en 1951. Officier de cavalerie, il est affecté au 2e régiment étranger de cavalerie le 1er octobre 1952.
Chef de peloton à Oudja, au Maroc, il rejoint rapidement le 1er Groupement amphibie en Indochine pour y gagner ses premières citations.
Le 2e REC et le lieutenant Devouges retrouvent l'Afrique du Nord en 1955. Il participe à toutes les opérations, au Maroc et en Algérie.
Le 1er janvier 1957, il est muté au 2e régiment étranger de parachutistes pour assumer les fonctions de commandant d'unité.
Il est cité à six reprises et fait chevalier de la Légion d'honneur à titre exceptionnel dès 1959.
Lieutenant-colonel en 1973, il sert en France puis à Berlin. 
Il prend, le 1er septembre 1975, le commandement du 1er régiment étranger de cavalerie, où il s'impose comme un chef de corps de tout premier ordre.
Son expérience du milieu légionnaire, son sens du contact l'amènent naturellement à être désigné pour occuper le poste d'adjoint du commandant du Groupement de la Légion étrangère.
Il est admis en 2e section des officiers généraux avec le grade de général de brigade en 1984, c'est une figure des légionnaires cavaliers tout autant que des légionnaires parachutistes.
Sept fois cités dont deux fois à l'ordre du corps d'armée, il est commandeur de la Légion d'honneur, titulaire de la croix de guerre des Théâtres d'opérations extérieurs avec étoile d'argent, de la croix de la Valeur militaire avec deux étoiles de vermeil et quatre d'argent.
Le général Robert Devouges est l'auteur de l'ouvrage Mauser ou l'histoire d'un fusil (France Empire, 1973).

## Décorations
Commandeur de la Légion d'honneur
 Croix de guerre des Théâtres d'opérations extérieurs (une citation à l’ordre de la division)
 Croix de la Valeur militaire (deux citations à l'ordre du corps d'armée, quatre citations à l'ordre de la division)

## Sources
- Képi blanc et Division histoire et patrimoine de la Légion étrangère.